# پولیارنیه زوری
شهر پولیارنیه زوری (به روسی: Полярные Зори) در کشور روسیه و در اوبلاست مورمانسک واقع شده‌است.